# Cyclaster
Cyclaster is een geslacht van zee-egels uit de familie Micrasteridae.

## Soorten
Recent
- Cyclaster recens Mortensen, 1950
- Cyclaster regalis Baker, 1969

Uitgestorven
- Cyclaster archeri (Tenison-Woods, 1867) †
- Cyclaster brodermanni Sánchez Roig, 1949 †
- Cyclaster brunnichi Ravn, 1927 †
- Cyclaster drewryensis Cooke, 1942 †
- Cyclaster jeanneti Lambert, 1933 †
- Cyclaster pfenderae Basse & Lambert, 1936 †
- Cyclaster pygmeus Rouchadze, 1940 †
- Cyclaster sanchezi Lambert, 1926 †
- Cyclaster sterea Arnold & Clark, 1934 †